# Maria Mercè Marçal i Serra

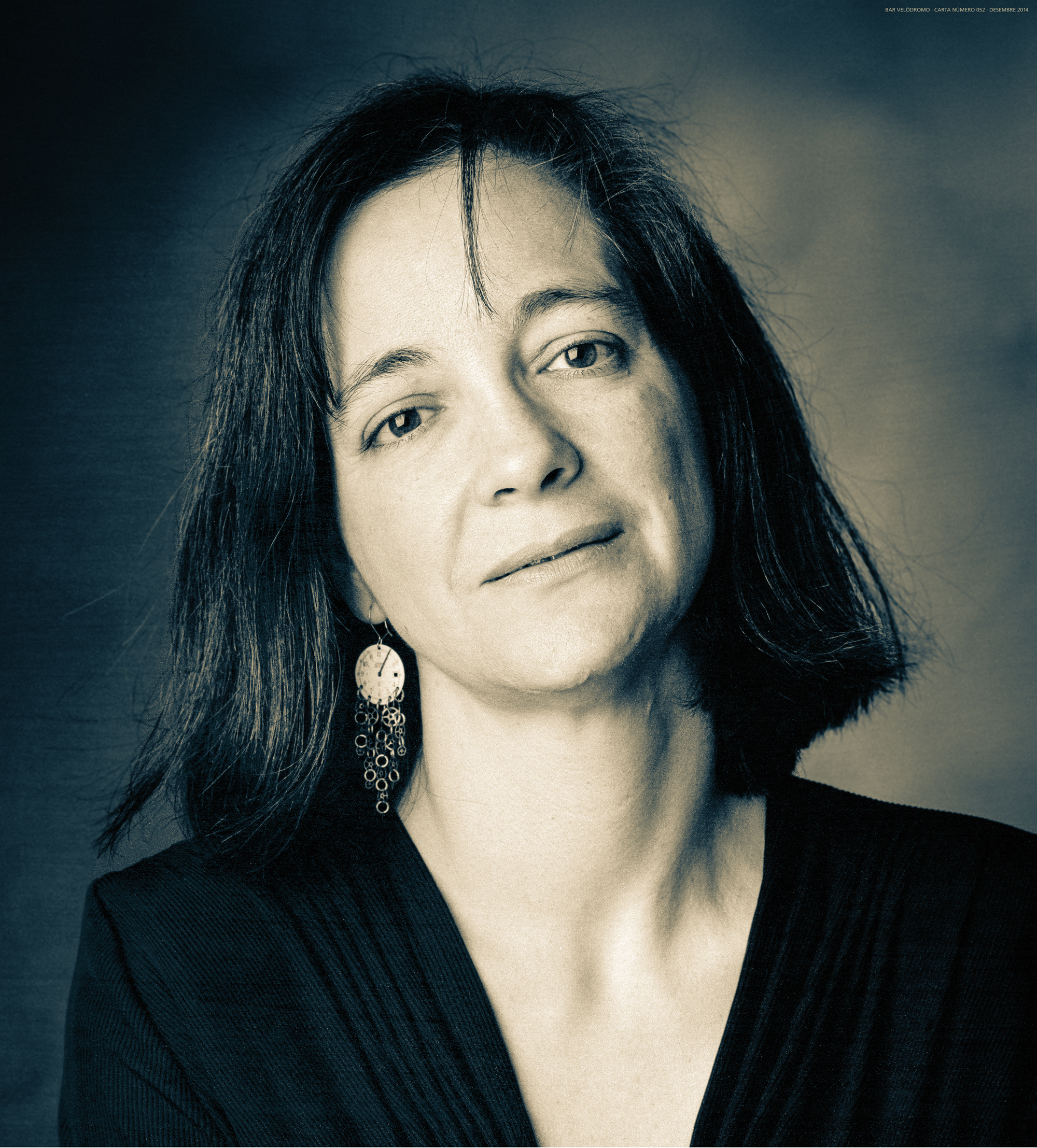
Maria-Mercè Marçal

Maria Mercè Marçal i Serra (* 13. November 1952 in Barcelona; † 5. Juli 1998 ebenda) war eine katalanische Dichterin, Erzählerin, Herausgeberin und Übersetzerin sowie eine politische und feministische Aktivistin.

## Biografie
Maria Mercè Marçal wurde in Barcelona geboren, ihre Kindheit verbrachte sie jedoch in der Gemeinde Ivars d’Urgell (Pla d’Urgell), die sich in vielfacher Weise auch in ihrem Werk widerspiegelt. Ab 1963 besuchte sie das Gymnasium Lleida – bereits in dieser Zeit entstanden erste Gedichte auf Katalanisch. 1969 übersiedelte sie für ein Studium der klassischen Philologie nach Barcelona, das sie 1975 abschloss. Ebenfalls an der Universität Barcelona unterrichtete sie danach katalanische Literatur und Sprache. 1973 war sie Mitbegründerin des Verlags Llibres del Mall. 1976 wurde sie mit ihrer Gedichtsammlung Cau de llunes bekannt, für die sie den Carles Riba-Preis erhielt. Im gleichen Jahr trat sie der Partit Socialista d’Alliberament Nacional (PSAN, dt. Sozialistische Partei der Nationalen Befreiung) bei. Ihr Gedichtband Terra de Mai (1982) thematisiert erstmals lesbische Liebe in der katalanischen Poesie. Für ihren einzigen Roman, La passió segons Renée Vivien (dt. Auf den Spuren der Renée Vivien), erhielt sie u. a. 1994 den Premi Carlemany.

"Fast zehn Jahre hat Marçal an ihrem einzigen, 1994 erschienenen Roman gearbeitet, einem umfangreichen und komplexen Werk, das nicht nur als biographischer oder historischer Roman anzusehen ist, sondern in umfassender Weise die Frage nach der menschlichen und insbesondere weiblichen Identität stellt. Der Roman gibt ein vielfach gebrochenes Porträt der französischen Schriftstellerin angelsächsischer Herkunft Pauline Mary Tarn (1877–1909), die unter dem Pseudonym Renée Vivien im Paris der Belle Époque ein viel beachtetes und auch skandalumwittertes dichterisches Werk schuf. Die Darstellung des literarischen Umfelds der Dichterin im Roman gibt den Anlass zu einem farbenreichen Bild dieser glanzvollen Epoche der französischen Literatur, in der Frauen zum ersten Mal eine größere gesellschaftliche Rolle nicht nur als Muse und Inspiratorin, sondern als unabhängige Schriftstellerinnen spielten." (Horst Hina)
Maria-Mercè Marçal war feministische Aktivistin, engagierte sich sowohl politisch als auch in der katalonischen Bürgerrechtsbewegung und übersetzte aus dem Französischen, u. a. Werke von Sidonie-Gabrielle Colette, Marguerite Yourcenar und Leonor Fini. Außerdem übertrug sie russische Lyrikerinnen wie Anna Achmatowa und Marina Zwetajewa in Zusammenarbeit mit der tschechischen Schriftstellerin Monika Zgustóva ins Katalanische.
Einige katalanische Singer-Songwriter des Nova Cançó haben ihre Gedichte vertont, darunter Marina Rossell, Ramon Muntaner, Teresa Rebull, Celdoni Fonoll und Maria del Mar Bonet.
Maria Mercè Marçal starb am 5. Juli 1998 in Barcelona im Alter von nur 45 Jahren an Krebs.

## Preise
- 1976 Premi Carles Riba de poesia (für den Gedichtband Cau de llunes)
- 1981 Jocs Florals de Barcelona
- 1985 Premi de poesia López-Picó (für den Gedichtband Terra de Mai)
- 1990 Premi Internacional ALGWE
- 1994 Premi Carlemany de novel·la (für den Roman La passió segons Renée Vivien)
- 1995 Escriptora del mes, a l'Institució de les Lletres Catalanes (für den Roman La passió segons Renée Vivien)
- 1995 Premi de la Crítica (für den Roman La passió segons Renée Vivien)
- 1995 Premi Joan Crexells (für den Roman La passió segons Renée Vivien)
- 1995 Premi Crítica Serra d'Or (für den Roman La passió segons Renée Vivien)
- 1995 Premi Prudenci Bertrana
- 1996 Premi de la Institució de les Lletres Catalanes

## Werk

### Gedichte
- Cau de llunes. Barcelona: Proa, 1977.
- Bruixa de dol (1977–1979). Sant Boi de Llobregat: Llibres del Mall, 1979.
- Sal oberta. Sant Boi de Llobregat: Llibres del Mall, 1982.
- Terra de Mai. València: El Cingle, 1982.
- La germana, l'estrangera (1981–1984). Sant Boi de Llobregat: Llibres del Mall, 1985.
- Desglaç (1984–1988). Barcelona: Edicions 62 – Empúries, 1997.
  - dt. Desglaç – Tauwetter. Gedichte, zweisprachig, aus dem Katalanischen von Juana und Tobias Burghardt. Stuttgart: Edition Delta, 2009.
- Raó del cos. Barcelona: Edicions 62 – Empúries, 2000. (posthum)
- Llengua abolida. Poesia completa 1973-1998. Barcelona: labutxaca 2017. (= lyrisches Gesamtwerk)

### Prosa
- La passió segons Renée Vivien, 1994.
  - dt. Auf den Spuren der Renée Vivien. Roman, aus dem Katalanischen von Theres Moser. Wien: Milena Verlag, 1998.